# Quatre pièces pour violon et piano (Webern)

Quatre pièces pour violon et piano opus 7 est une œuvre de musique de chambre d'Anton Webern. Composées en 1910, elles sont créées le 24 avril 1911 par le violoniste Fritz Brunner et le pianiste Atta Jonas-Werndorff à Vienne. En 1920 à Vienne Maurice Ravel assistera à leur exécution. Ces miniatures d'une concentration qui réinvente une poétique de l'essentiel explorent toutes les possibilités de jeu instrumental.

## Structure
1. Très lent (neuf mesures)
2. Rasch (vingt quatre mesures)
3. Lent (quatorze mesures)
4. Rasch (quinze mesures)

- Durée d'exécution : cinq minutes.

## Source
- François-René Tranchefort (direction), Guide de la musique de chambre, Paris, Fayard, coll. « Les indispensables de la musique », 1998 (1re éd. 1989), VIII-995 p. (ISBN 2-213-02403-0, OCLC 717306887, BNF 35064530), p. 937